# Rampur (Uttar Pradesh)
Pour les articles homonymes, voir Rampur.
Rampur (en hindi : रामपुर; en ourdou : رام پور) est une ville de l'État de l'Uttar Pradesh en Inde. Elle fut la capitale de l'État de Rampur, une ancienne nababie puis état princier des Indes britanniques. La ville retient de nombreux monuments de son passé fastueux, notamment des palais, une enceinte et une vieille ville fortifiée, et la Bibliothèque Raza, une ancienne bibliothèque princière remarquable. Autrefois surnommée Bukhara-e-Hind (बुखारा ए हिन्द ou بخارا ہند), la « Boukhara de l'Inde », en raison de sa fécondité culturelle et intellectuelle rayonnante dans le nord de l'Inde, elle est aussi connue pour sa cuisine spécifique, héritée de sa cour royale.